# Конотоп Яна Олександрівна
Я́на Олекса́ндрівна Коното́п (нар. 28 травня 1979, м. Чернівці, Україна) — українська телеведуча, журналістка.

## Життєпис
Яна Конотоп народилася 28 травня 1979 року в Чернівцях Чернівецької области України.
Закінчила Західноукраїнський економіко-правничий університет (2001, спеціальність — фінансовий аналітик), Харківський державний політехнічний університет (спеціальність — менеджер інформаційних систем (2009) та зовнішньоекономічної діяльності (2011).
Працювала:
- дикторкою новин на радіо «Довіра Ніко FM» (1999);
- редакторкою і ведучою редакції розважальних програм у ПІІ ТОВ «Телерадіокомпанія „НБМ“» (1999—2003);

З вересня 2003 року — ведуча і редактор програм «5 елемент», «Новий час», «Майдан», «Re: акція», «Press огляд», «Час новин», «Час: Підсумки дня» на 5 каналі.

## Родина
Чоловік Стець Юрій Ярославович — український політик, журналіст, міністр інформаційної політики України. Доньки Анастасія і Єва.

## Нагороди та відзнаки
- Заслужений журналіст України (2009),
- відзнакою Міністерства оборони, отримала пістолет ПСМ 5,45 мм. (2015)[2]